# El muerto cuenta su historia
El muerto cuenta su historia es una película argentina de fantasía y comedia negra de 2016 escrita por Nicolás Britos y Fabián Forte, dirigida por Fabián Forte y protagonizado por Diego Gentile, Moro Anghileri, Damián Dreizik y Emilia Attias. Se estrenó el 22 de septiembre de 2016.
El argumento mezcla el humor negro y la fantasía para hablar de seres de otro mundo que atormentan a un hombre que "por querer sentirse más vivo, acaba siendo un muerto en vida".

## Sinopsis
Ángel es un publicista adicto a las mujeres. Una noche en un bar, se cruza inesperadamente con una cofradía de diosas celtas, que planea instaurar el matriarcado universal. Ellas tienen bajo su control un selecto grupo de hombres que han atentado contra el género femenino. La vida de Ángel se transforma en un calvario al convertirse en uno de ellos, en un agente del plan que busca borrar el poder del hombre en el mundo.

## Reparto
- Diego Gentile ...	Ángel
- Moro Anghileri ...	Lucila
- Damián Dreizik ...	Eduardo
- Emilia Attias ...	Bea
- Viviana Saccone... Ana
- Julieta Vallina... Eri
- Lautaro Delgado... Norberto
- Fiorela Duranda ... Antonella
- Chucho Fernández ... Dr. Piedras
- Pablo Pinto ... Coco
- Germán Romero ... Gustavo
- Pipi Onetto ... Cristina
- Marina Cohen    ... Macha
- Victoria Saravia ...Victoria

## Festivales, Premios y nominaciones
- Morbido Film Fest, Mórbido Film Festival, Selección oficial/Competencia latinoamericana, 10/2016, México.[4]
- Fantasporto, Festival Internacional de Cinema do Porto, Feb.Mar/2017, Portugal.[5]
- BIFFF, Festival Internacional de Cine Fantástico de Bruselas, 4/2017, Bruselas.[6]
- Fantasia, Fantasia International Film Festival, 7/2017, Canadá.[7]
- Macabro, Festival Internacional de Cine de Horror, 8/2017, México.[8]
  - Premio al mejor director - Fabián Forte
- Night Visions, Festival Internacional Night Visions de Helsinki, 11/2017, Finlandia.[9]